# Апостольский викариат Северной Аравии
Апостольский викариат Северной Аравии (лат. Vicariatus Apostolicus Arabiae Septentrionalis) — апостольский викариат Римско-католической церкви с центром в городе Авали, Бахрейн. Апостольский викариат Северной Аравии подчиняется непосредственно Святому Престолу. Кафедральным собором апостольского викариата Северной Аравии является церковь Богоматери Аравийской.

## Территория
Апостольский викариат Северной Аравии распространяет свою юрисдикцию на Бахрейн, Катар, Кувейт и Саудовскую Аравию. В апостольском викариате Северной Аравии действует 7 приходов: 4 прихода в Кувейте, 2 — в Бахрейне и 1 — в Катаре.

## История
29 июня 1953 года Папа Римский Пий XII издал буллу «Quemadmodum dispensator», которой учредил апостольскую префектуру Кувейта, выделив его из апостольского викариата Аравии (сегодня — апостольский викариат Южной Аравии). Пастырское попечение апостольским викариатом Северной Аравии было поручено монахам из монашеского ордена босых кармелитов.
2 декабря 1954 года Папа Римский Пий XII выпустил буллу «Quandoquidem Christi», которой преобразовал апостольскую префектуру Кувейта в апостольский викариат.
В 1973 году в апостольском викариате Кувейта был открыт приход для верующих византийского обряда.
31 мая 2011 года апостольский викариат распространил свою юрисдикцию на Бахрейн, Катар и Саудовскую Аравию, которые принадлежали апостольскому викариату Аравии и в соответствии с декретом «Bonum animarum» Конгрегации евангелизации народов был переименован в апостольский викариат Северной Аравии.
В августе 2012 года центр апостольского викариата был перенесён из города Эль-Кувейт в Манаму, столицу Бахрейна.
Литургическим языком в апостольском викариате Северной Аравии является арабский язык. В настоящее время верующими апостольского викариата Северной Аравии являются в основном иностранные рабочие, работающие на нефтяных промыслах. Апостольский викариат Северной Аравии также распространяет свою юрисдикцию на верующих восточных обрядов.

## Ординарии апостольского викариата
- епископ Убальдо Теофано Стелла O.C.D.[1] (29.06.1953 — 1966);
  - священник Виктор Леон Эстебан Сан-Мигель-и-Эрсе O.C.D. (1966 — 31.05.1976) — апостольский администратор;
- епископ Виктор Леон Эстебан Сан-Мигель-и-Эрсе O.C.D. (31.05.1976 — 5.11.1981);
- епископ Фрэнсис Джордж Адеодат Микаллеф O.C.D. (5.11.1981 — 14.07.2005);
- епископ Камилло Баллин M.C.C.I. (14.07.2005 — 12.04.2020);
- епископ Альдо Берарди O.SS.T. (с 28 января 2023 года).

## Источник
- Annuario Pontificio, Libreria Editrice Vaticana, Città del Vaticano, 2003, ISBN 88-209-7422-3
- Булла Quemadmodum dispensator, AAS 45 (1953), стр. 835  (лат.)
- Булла Quandoquidem Christi, AAS 47 (1955), стр. 204  (лат.)
- Декрет Bonum animarum  (лат.)